# 香港影視娛樂博覽

香港影視娛樂博覽標誌

香港影視娛樂博覽是香港娛樂事業的一個重要展覽，由香港貿易發展局主辦，目標是將之希望成為亞洲多媒體娛樂界的一項盛事。博覽在2005年首度舉辦，一直以「全城投入．全情支持」為主題，至今已舉辦14屆。
近年，整個博覽主要有10項大型活動（首3項為始創項目）：
- 香港國際影視展
- 香港國際電影節
- 香港電影金像獎頒獎典禮
- 香港亞洲電影投資會
- 香港亞洲流行音樂節
- 亞洲電影大獎
- ifva獨立短片及影像媒體節
- 數字電影特效高峰論壇
- 數碼娛樂論壇
- 電視世界國際論壇

## 曾經舉辦的活動
- 數碼娛樂領袖論壇
- 香港數碼娛樂傑出大獎
- 香港音樂匯展
- IFPI香港唱片銷量大獎
- 彼思動畫25年

## 影視娛樂大使
| 屆            | 人物   |
| ------------- | ------ |
| 第1屆至第7屆  | 梁朝偉 |
| 第9屆至第20屆 | 黎明   |

## 2007年
香港影視娛樂博覽開幕禮將會於2007年3月20日舉行。屆時必定更璀璨奪目，讓這獨一無二的香港娛樂界盛會於國際舞台上盡顯光芒。亞洲多媒體娛樂盛事香港影視娛樂博覽載譽歸來，於2007年3月將再次集電影、數碼娛樂、音樂及電視於一身，吸引國際巨星、導演及業界精英雲集香港，一同參與一連串活動。2007香港影視娛樂博覽集合八大精彩項目，當中包括首次成為核心項目之一的「香港音樂匯展」(HKMF)。
| 日期           | 節目                   | 地點                       |
| -------------- | ---------------------- | -------------------------- |
| 16-25/3/2007   | 香港獨立短片及錄像比賽 | 香港藝術中心               |
| 20-23/3/2007   | 香港國際影視展         | 香港會議展覽中心5號展覽廳  |
| 20/3-11/4/2007 | 香港國際電影節         | 香港多處地點               |
| 20-22/3/2007   | 香港亞洲電影投資會     | 香港會議展覽中心7B號展覽廳 |
| 21/3/2007      | 數碼娛樂領袖論壇2007   | 數碼港百老匯劇院1院        |
| 21-23/3/2007   | 香港音樂匯展           | 香港會議展覽中心7A號展覽廳 |
| 22/3/2007      | IFPI香港唱片銷量大獎   | 伊利沙伯體育館             |
| 15/4/2007      | 香港電影金像獎頒獎典禮 | 香港文化中心大劇院         |

## 2006年
2006年香港影視娛樂博覽於3月20日至4月19日舉行，3月20日在香港會議展覽中心舉行開幕禮。當中3項始創項目分別在2006年踏入週年紀念，香港國際影視展為10週年、香港電影金像獎為25週年，香港國際電影節則踏入30週年。大會委任梁朝偉作為香港影視娛樂大使，拍攝廣告宣傳片及出席各項宣傳活動。
其他活動包括3月21日至23日在香港會議展覽中心2號展覽廳舉行的「香港音樂匯展」，內設「中國唱片百年展」，展出100年來中國唱片業的發展，及各年代著名歌手的珍貴物品，如歌衫、獎座、唱片等。
第三十屆香港國際電影節則播放200多部新片及經典名作，並將在金鐘添馬艦設置亞洲最大的吹氣銀幕，在露天放映多部電影。

## 外部連結
- 香港影視娛樂博覽